# Karl Erik Flens
Karl Erik Gustaf Flens, ursprungligen Johansson, född 19 mars 1913 på Lidingö, död 17 oktober 1975 i Gustav Vasa församling i Stockholm, var en svensk skådespelare.

## Biografi
Flens scendebuterade på Lorensbergsteatern i Göteborg; han studerade därefter drama för Axel Witzansky. Han filmdebuterade 1934 i Sölve Cederstrands Kungliga Johansson och kom att medverka i drygt 60 film- och TV-produktioner. Flens är begravd på Solna kyrkogård.

## Filmografi
- 1934 – Kungliga Johansson
- 1938 – Snickar Folking tar semester
- 1938 – Du gamla du fria
- 1939 – Frun tillhanda
- 1939 – Vi två
- 1941 – Hem från Babylon
- 1941 – Striden går vidare
- 1941 – Första divisionen
- 1941 – Så tuktas en äkta man
- 1941 – Söderpojkar
- 1941 – Ung dam med tur
- 1942 – En sjöman i frack
- 1942 – Lågor i dunklet
- 1942 – Lyckan kommer
- 1942 – Vårt frihetsarv och framtidsvärv
- 1943 – Herre med portfölj
- 1943 – I mörkaste Småland
- 1943 – Kvinnor i fångenskap
- 1943 – Natt i hamn
- 1943 – Prästen som slog knockout
- 1943 – Stora skrällen
- 1944 – När seklet var ungt
- 1944 – Dolly tar chansen
- 1945 – Oss tjuvar emellan eller En burk ananas
- 1946 – Oidentifierad Brandskydd i hemmet
- 1946 – Det är min modell
- 1946 – Johansson och Vestman
- 1946 – Kris
- 1946 – Ballongen
- 1947 – Kvinna utan ansikte
- 1947 – Tappa inte sugen
- 1948 – Soldat Bom
- 1950 – Bengtsson inför framtiden
- 1951 – Elddonet
- 1951 – Dårskapens hus
- 1952 – Blondie, Biffen och Bananen
- 1953 – Göingehövdingen
- 1954 – En karl i köket
- 1954 – Taxi 13
- 1954 – Karin Månsdotter
- 1954 – Åsa-Nisse på hal is
- 1954 – I rök och dans
- 1955 – Janne Vängman och den stora kometen
- 1955 – Älskling på vågen
- 1955 – Sista ringen
- 1955 – Tom plats fylld
- 1955 – Våld
- 1956 – Där möllorna gå...
- 1957 – Åsa-Nisse i full fart
- 1957 – Johan på Snippen tar hem spelet
- 1957 – En minnesfest
- 1958 – Den store amatören
- 1958 – Bock i örtagård
- 1958 – Gå över gatan
- 1959 – Ryttare i blått
- 1959 – Brott i paradiset
- 1960 – Domaren
- 1961 – Svenska Floyd
- 1963 – Den gula bilen
- 1965 – Blodsbröllop
- 1965 – Uppehåll i myrlandet
- 1965 – Bödeln
- 1966 – Operation Argus (TV-serie)
- 1967 – Marknadsafton
- 1968 – Pygmalion
- 1970 – Röda rummet (TV-serie)
- 1970 – Ett dockhem
- 1971 – Dagmars heta trosor
- 1971 – Änkeman Jarl
- 1971 – Äppelkriget
- 1972–1974 – Bröderna Malm (TV-serie)
- 1973 – Din stund på jorden (TV-serie)
- 1975 – Maria

## Teater

### Roller
| År   | Roll               | Produktion                                                           | Regi               | Teater                           |
| ---- | ------------------ | -------------------------------------------------------------------- | ------------------ | -------------------------------- |
| 1939 | Pojken             | Den ljusnande tid, revy Alf Henrikson                                | Sandro Malmquist   | Nya Teatern                      |
| 1939 | Per                | Kungens komedi Oscar Rydqvist                                        | Martha Lundholm    | Vasateatern                      |
| 1939 | Emile              | Christian Yvan Noé                                                   | Martha Lundholm    | Vasateatern                      |
| 1940 | Tidningsfotografen | Fågel Fenix (Fugl Føniks) Kaj Munk                                   | Martha Lundholm    | Vasateatern                      |
| 1940 | Herman             | Grå gryning (Winterset) Maxwell Anderson                             | Per-Axel Branner   | Nya Teatern                      |
| 1940 | Geoffrey           | Mammas förflutna (The Vinegar Tree) Paul Osborn                      |                    | Vasateatern                      |
| 1941 | Wolfgang           | Trötte Teodor (Der müde Theodor) Max Neal och Max Ferner             | Olof Molander      | Vasateatern                      |
| 1942 | Otakar             | I vår Herres hage (Ze života hmyzu) Josef Čapek och Karel Capek      | Gösta Folke        | Vasateatern                      |
| 1943 | Joseph             | Månen har gått ned (The moon is down) John Steinbeck                 | Harry Roeck-Hansen | Blancheteatern/ Oscarsteatern    |
| 1943 | Ove Haase          | Niels Ebbesen Kaj Munk                                               | Ingmar Bergman     | Dramatikerstudion                |
| 1953 | Beppo              | Clownen Beppo Else Fisher                                            | Willy Keidser      | Helsingborgs stadsteater         |
| 1953 | Gordon             | Dårskapens timme (L'ora della fantasia) Anna Bonacci                 | Per Gerhard        | Vasateatern                      |
| 1954 | Snickaren          | Kärlekens vals (Zamore) Georges Neveux                               | Per Gerhard        | Vasateatern                      |
| 1954 | Sakini             | Thehuset Augustimånen (The Teahouse of the August Moon) John Patrick | Sandro Malmquist   | Riksteatern                      |
| 1956 |                    | Värdshusvärdinnan (La locandiera) Carlo Goldoni                      | Leif Amble-Næss    | Riksteatern                      |
| 1958 |                    | Järnvattnet i Madrid (El acero de Madrid) Lope de Vega               | Sandro Malmquist   | Riksteatern                      |
| 1960 |                    | Så tuktas en argbigga (The Taming of the Shrew) William Shakespeare  | Sandro Malmquist   | Riksteatern                      |
| 1960 | Johannes Brodersen | På tre man hand (Tre maa man være) Jens Locher                       | Gösta Terserus     | Parkteatern                      |
| 1962 | Per Klockare       | Erasmus Montanus Ludvig Holberg                                      | Gösta Terserus     | Parkteatern                      |
| 1967 |                    | Peer Gynt Henrik Ibsen                                               | Jerk Liljefors     | Riksteatern                      |
| 1972 | Charles            | Tillståndet Kent Andersson och Bengt Bratt                           | Fred Hjelm         | Stockholms stadsteater           |
| 1973 | Humphrey           | Kung Lear (King Lear) William Shakespeare                            | Kalle Holmberg     | Stockholms stadsteater           |
| 1973 | Domare             | IK Kamraterna Sigvard Olsson och Fred Hjelm                          | Fred Hjelm         | Stockholms stadsteater           |
| 1974 | Tosh White         | Bröllopsfesten (The Wedding Feast) Arnold Wesker                     | Gun Arvidsson      | Stockholms stadsteater           |
| 1975 |                    | Körsbärsträdgården (Вишнёвый сад, Visjnjovyj sad) Anton Tjechov      | Gunnel Lindblom    | Norrköping-Linköping stadsteater |

### Regi
| År   | Produktion                                   | Upphovsmän          | Teater                  |
| ---- | -------------------------------------------- | ------------------- | ----------------------- |
| 1956 | Tolvan                                       | Alf Henrikson       | Boulevardteatern        |
| 1965 | Den sönderslagna krukan Der zerbrochene Krug | Heinrich von Kleist | Skansens friluftsteater |

### Koreografi
| År   | Produktion                                       | Upphovsmän       | Regi             | Teater                   |
| ---- | ------------------------------------------------ | ---------------- | ---------------- | ------------------------ |
| 1938 | Lyckan kommer, revy                              | Alf Henrikson    | Sandro Malmquist | Nya Teatern              |
| 1939 | Den ljusnande tid, revy                          | Alf Henrikson    | Sandro Malmquist | Nya Teatern              |
| 1939 | Gamla glada tider: en Emil-Norlander-visans revy | Sandro Malmquist | Sandro Malmquist | Nya Teatern              |
| 1953 | Clownen Beppo                                    | Else Fisher      | Willy Keidser    | Helsingborgs stadsteater |

## Radioteater

### Roller
| År   | Roll           | Produktion                                  | Regi          |
| ---- | -------------- | ------------------------------------------- | ------------- |
| 1953 | Wiberg         | Hillmans bästa: Naturlig död? Folke Mellvig | Lars Madsén   |
| 1954 | Demiwulf Fipps | Pojken med kärran Christopher Fry           | Palle Brunius |